# Christiane Ekué
Christiane Tchotcho Akoua Ekué (* 1954 in Lomé) ist eine togoische Schriftstellerin und Verlegerin.
Ekué ist die Tochter eines Buchhalters und einer Lehrerin. Sie begann ihre schulische Ausbildung in Kodjoviakopé, einem Stadtviertel von Lomé. Danach lebte sie zeitweilig in Bobo-Dioulasso, bevor sie ab 1968 eine Schule in Beaune besuchte. Von 1974 bis 1984 studierte sie in Togo und Saarbrücken. Im Anschluss arbeitete sie als Korrektorin für das Verlagshaus Nouvelles éditions africaines du Togo (NEAT). 1992 wurde sie Assistant Publisher und später Direktorin des Unternehmens. 2005 gründete sie den Verlag Éditions Graines de Pensées in Lomé, wo sie lebt.
Zu ihren bekanntesten Schriften zählen der Roman Le Crime de la rue des notables (1989) und die Erzählung Partir en France (1996). Während ihre Muttersprache Mina ist, verfasst sie ihre literarischen Werke in französischer Sprache.